# DIDO (réacteur nucléaire)
Pour les articles homonymes, voir Dido (homonymie).
DIDO est un réacteur nucléaire d'essai de matériaux à l'Atomic Energy Research Establishment à Harwell dans le comté d'Oxfordshire au Royaume-Uni. Il utilisait comme combustible de l'uranium métal enrichi et de l'eau lourde à la fois comme modérateur de neutrons et comme caloporteur primaire. Le cœur était également entouré d'un réflecteur de neutrons en graphite. Dans la phase de conception, DIDO était connu sous le nom de AE334 d'après son numéro de conception technique.
DIDO a été conçu pour fonctionner avec un flux de neutrons élevé, en grande partie pour réduire le temps nécessaire aux essais de matériaux destinés à être utilisés dans les réacteurs nucléaires. Cette conception a également permis la production de faisceaux intenses de neutrons et le réacteur a donc pu être utilisé pour des analyses par diffraction de neutrons.
Le réacteur DIDO a été mis à l'arrêt en 1990. Le démantèlement des installations primaires devrait être achevé en 2023, le démantèlement du réacteur en 2031 et le démantèlement final du site en 2064.
Au total, six réacteurs de type DIDO ont été construits :
- DIDO, première divergence en 1956[3]
- PLUTO (en), également à Harwell, première divergence en 1957
- HIFAR (en) (Australie), première divergence en janvier 1958, fermé en 2007
- Dounreay Materials Test Reactor (en) (DMTR) à Dounreay Nuclear Power Development Establishment en Écosse, première divergence en mai 1958, fermé en 1969
- DR-3 au Laboratoire national Risø (Danemark), première divergence en janvier 1960
- FRJ-II au Centre de recherche de Juliers  (Allemagne), première divergence en 1962, fermé en 2006.

HIFAR a été le dernier réacteur de type DIDO à fermer, en 2007.